# СУ-85А
СУ-85А и СУ-85Б — экспериментальные самоходные установки, созданные на основе СУ-85 и стремившиеся заменить СУ-76. Относятся по массе к лёгким самоходным установкам, по предназначению к истребителям танков. В массовое производство не отправлялись.

## История
После ввода в строй самоходной установки СУ-76 (фигурировавшей также как СУ-15М) работы по модернизации самоходной установки сильно замедлились, потому как не было понятно, в каком направлении улучшать. Из предложенных вариантов наиболее удачным казалась противотанковая СУ-57, но к моменту завершения её испытаний этот калибр считался недостаточным для борьбы с основными немецкими танками.
По схожему пути пошли инженеры НИИ-13 и слушатели Бронетанковой Академии, которые в декабре 1943 г. завершили проект замены СУ-76. По проекту самоходка оснащалась американским дизелем GMC мощностью 180—200 л.с. Вооружением служила бы 85-мм пушка или с малым откатом, или с дульным тормозом, как у Д-5. Ходовая часть заимствовалась у СУ-76. Проект два раза рассматривался (зимой 1943—1944 годов и в сентябре 1944 года) и оба раза отвергался.
Чуть ранее инженер И. В. Гавалов, работавший в КБ ГАЗ под руководством Н. А. Астрова, предложил проект САУ с узлами и агрегатами от СУ-76М. Корпус самоходки был немного усилен и удлинен для удобства экипажа. Гавалов предложил два варианта САУ. Первый был назван СУ-14А-85-1 с орудием Д-5С. Второй назывался СУ-15А-85-2 и имел пушку С-53С. Реализован был только первый вариант, который получил название СУ-85А.
На испытаниях, начавшихся в марте 1944 г. и продолжавшихся до конца октября, выяснилось, что полученное орудие не подходит для лёгкой САУ, так как отдача от орудия была слишком велика. Самоходку решили переработать путём установки орудия с меньшей отдачей. Орудие обозначили как ЛБ-2, им занимался конструкторский коллектив А. Савина. Орудие составили из деталей пушки ЗИС-С-53. В январе 1945 года его установили на СУ-85А, и такая самоходка была переименована в СУ-85Б.
Новый вариант самоходки отличался повышенными бортами боевой рубки, толщина брони которых была немного увеличена. Кроме того, на САУ был установлен мощный ГАЗ-203Ф (ГАЗ-15Б), развивавший максимальную мощность 158 л.с. Скорость оказалась слишком маленькой (не более 41 км/ч на шоссе).
Испытания СУ-85Б проводились на Гороховецком полигоне до середины 1945 г. и при этом её характеристики были признаны приемлемыми. Тем не менее, в связи с завершением войны в Европе надобность в легкой САУ с орудием повышенной мощности отпала и СУ-85Б к серийному производству решили не принимать.